# 한국 근대의 교육사상
본 문서는 한국 근대의 교육사상에 관한 것이다.

## 개요
강화도조약 이후에 문호가 개방되자, 기독교 선교사 등에 의한 선교사업의 일환으로 근대학교가 설립되었다. 1894년 새 학제가 성립되고, 1895년에 교육조서(敎育詔書)가 공포된 이후 1910년의 국권침탈에 이르기까지 활발한 근대교육운동이 전개되었다.이 시기에 일관된 교육사상의 특색을 보면, 기독교 선교사들에 의한 근대학교 설립 이후, 종래의 유교적 윤리관념과 사회체제에 대한 도전으로서 민주주의 이념이 보급되게 되었다. 구체적으로는 남녀평등과 반상(班常) 관념의 타파, 근로정신의 존중, 자주자립의 사상 등을 고취하게 되었다. 다음으로 근대학교 교육은 민족의 긍지와 국가관념을 인식케 하여 민족주의 이념을 확립케 하는 데 공헌했다. 그리고 자각된 민족의식에서 항일운동으로 그 성격이 변화했다. 이와 같이 초기 선교계 한국교육이 조선사회에 민주주의와 민족주의 이념을 심었고, 개화된 일부 선각자에 의한 남·녀 사립학교의 출현으로 구국교육운동의 바탕을 마련하여 주었다.이 시대의 교육자는 민족지도자인 동시에 교육사상가요, 교육실천가로서, 그 대표적인 사람은 도산(島山) 안창호(安昌浩)·남강(南崗) 이승훈(李昇薰)·한서(翰西) 남궁억(南宮億) 등이다.

## 초기 근대학교의 교육이념

### 근대적 학제와 교육이념
한국 근대교육 이념의 효시라고 할 수 있는 배재학당훈(訓)은 봉사정신의 이념을 현실화한 것으로, 구교육(舊敎育)에서 나타난 유학의 유교적 질서유지와 대의명분론에 입각한 자기 자신의 영달과 가문 유지의 문벌적인 것에 비할 때 한국교육 사상사에 있어 획기적인 새 이념이라 하지 않을 수 없다.또한 개교 4년 후에 나타난 학칙은 서구의 학제를 수입한 한국 최초의 학제였다. 즉 학칙에 나타난 학기제도(學期制度), 입·퇴학에 관한 규정 및 수업료, 성적표의 발급과 근로정신 등은 재래의 한국교육의 운영방침과는 그 면모를 달리한 근대학제의 기원이며, 동시에 현대학제에로 향하는 교량을 형성하고 있었던 것이다.또한 교육과정에 있어서도 재래교육의 범주를 벗어나 한문 외에도 영어·천문·지리·생리·수학·한글·성경 등 정규과목으로서 새로운 학문을 수용하여 서구식 교육체제에 적응케 하고 있으며, 또한 한국교육에 있어 최초로 과외활동의 일환으로 연설회·토론회 및 의사표시의 훈련과, 야구·축구·정구 등의 체육활동으로 신체를 연마하는 등의 교육과정도 가하여 서구적 학제를 수용하게 되었다.

### 민주주의 이념의 보급
한국의 근대 학교교육은 기독교 선교사들에 의한 선교사업의 일환으로 전개된 학교 설립에서 찾아보지 않을 수 없다. 즉 배재학당·이화학당·경신학교 등의 기독교학교가 근대사회에 적응할 교육이념을 이 땅에 심었던 것이다. 1895년 한성사범학교 관제를 위시한 제 학교법령이 공포되어 실지로 관공립학교가 설립되기까지 약 10년 간의 한국교육에 기독교 선교사의 교육활동이 크게 기여했다.특히 학교교육은 민주주의이념을 보급시켰으며, 이러한 사조는 유교적 윤리관념에 따른 신분제사회에 대한 도전으로서, 이후 민주주의 교육의 근본적 이념을 형성하는 데 도움이 되었다는 점에 큰 의의가 있다. 남존여비의 사회체제에서 남녀동등의 권리를 내세운 여성교육, 또한 학교교육을 통하여 반상(班常)을 가리지 않고 이들의 자제를 교육시킴으로써 교육의 민주화를 시도했으며, 근로애호정신과 자주자립의 사상을 고취하여 직업에 대한 귀천의 재래적 관념을 일소시키려 하였다.

### 민족자주정신의 고취와 민족주의 이념
초기 근대학교의 교육과정에서 나타나는 국문·역사를 비롯하여 민족 각성을 위한 여러 문학이 주요 과목으로 대두하였음에 크게 주목하지 않을 수 없다.즉 초기 선교계 학교의 주요 과목인 국문·역사·성경의 교수는 민족주의 사상과 결부하여 민족의 자주성을 형성하는 데 큰 소임을 담당하였다. 이와 같이 학교교육에서 학생들에게 민족과 국가관념을 이해·인식시켰으며, 특히 우리 글에 의한 제교과목의 교수는 민족의 긍지를 갖게 하였다. 이런 점으로 보아 초기 선교학교의 교육방침과 그 목적은 한국교육에 있어서 민족 주체성의 확립을 위한 민족주의 이념을 확립하는데 크게 공헌했다.이 밖에도 초기의 근대학교에서는 운동회·연설회, 기타 각종 행사로써 민족의 정기를 앙양시켰으며, 특히 체조시간에는 군사훈련을 실시함으로써 국가주축으로서의 인격을 양성하려 했고, 여러 행사에 애국가를 부르게 함으로써 민족의식을 고취시켰던 것이다. 또한 이들 학교 교가의 가사는 민족의 염원과 국가관념을 심게 하여 민족적 의식을 배양시켜 항일운동으로 그 성격을 변화시켜 갔던 것이다.이와 같이 초기 선교계 학교교육의 이념은 이후 한국교육사에 있어서 현대교육의 씨를 뿌려 주었고, 민주주의와 민족주의의 이념을 이 땅에 심어 주었으며, 또한 국운의 변전(變轉)과 국권의 상실에 즈음해서는 민족자각의 교육과 국권회복을 위한 민족주의 운동으로 승화할 수 있는 바탕을 마련하여 주었던 것이다.

## 사학의 건학정신
근대사학의 설립은 민족의 각성과 교육구국(敎育救國)의 인재양성이란 민족적 요망에서 민족자본에 의하여 이루어졌다. 즉, 1905년 이후의 민간인에 의한 사학의 설립 정신은 모두가 개화운동과 아울러 우리 사회를 근대화함으로써 국권을 회복해야겠다는 민족의식에서 비롯된다. 그리하여 초·중·고등교육기관이 모두 '근대교육을 빨리 펴서 젊은 사람들을 개화시키는 것만이 나라를 되찾는 길이라'고 생각했다. 이는 이용익(李容翊)이 세운 보성학교의 설립정신과 안창호(安昌浩)·이승훈(李昇薰) 등의 교육사상에서 엿볼 수 있다.이처럼 민간인 사립학교의 건학정신은 모두가 민족의식을 고취하고 새 지식을 계발하여 국권을 찾는데 두었다.그리하여 1905년부터 1910년까지 설립된 사립교육기관은 5천교에 달했다. 이와 같은 근대사립학교의 교육활동에서 나타나는 공통된 정신을 찾아보면 다음과 같다.

### 국권회복을 위한 민족운동 지도자의 양성
당시 민간인에 의해서 설립된 사학은 민족의 자주독립을 공동이념으로 하여 교육활동을 전개하였으므로 졸업 후 학생들은 애국적 민족운동의 지도자가 되지 않을 수 없었다. 특히나 흥화학교(興化學校)·낙연의숙(洛淵義塾)·오산학교(五山學校)·현산학교(峴山學校)·보성학교(普成學校)·대성학교(大成學校) 등은 그 대표적인 민족교육기관이었다.

### 애국교과에 의한 민족의식 고취
당시의 교과용 도서로 편찬된 교과서는 충군애국(忠君愛國)의 국가관념과 민족의식의 고취를 목적으로 하고 있으며, 일제에 저항하는 자주독립사상을 내용으로 하고 있다.

### 교육실천을 통한 항일운동
당시 학생들은 학교교육을 통하여 애국사상이 충만하고, 이로 인해 배일운동의 선봉에 섰는데, 1906년 일본군과 학생들의 충돌을 비롯하여 1908년 5월 2일에는 신의주에서 일본수비대와 학생들간에 충돌사건이 있었으며, 1909년 1월에는 교원과 학생이 합세하여 일장기파기사건(日章旗破棄事件)을 발생시켰던 것이 그 대표적인 예이다.

## 교육사상가

### 이승훈
남강(南岡) 이승훈이 교육에 깊은 관심을 보이게 된 계기는 안창호(安昌浩)와의 해후이다. 이를 계기로 이승훈은 교육구국의 이념을 가지고 고향에 돌아가 학교를 시작했는데, 이것이 곧 그가 평생을 바쳐 육성한 오산학교(五山學校)의 창립이었다.이승훈이 오산학교를 창립한 것은 단순히 교육을 장려하기 위해서만은 아니었다. 오산학교의 창설은 그의 전생애를 통하여 하나의 중대한 전환기를 가져 왔으며, 그 후 오산학교는 그의 재산과 생명과 명예를 바친 그의 분신과 같은 것이었다.창립에서부터 기미독립선언에 이르기까지 오산학교는 학교라기보다는 애국자의 집단, 또는 결사로 볼 수 있었다. 그리고 이승훈은 학자가 아닌 교육자였고, 교사가 아닌 선생이었다. 그런데 이러한 교육사업은 그가 남만주 무관학교(武官學校)사건, 데라우치총독 암살사건, 105인 사건, 33인 사건으로 구금·투옥·복역함에 이르러 많이 중단되었다.이러한 사건을 치르고 난 후 이승훈이 학교에 대해 갖고 있던 생각, 교육에 대한 태도는 그 전과는 다소 달라진 듯 하다. 즉 과거에는 학교에만 정열과 노력을 바쳤던 데 비해 지금부터는 학교를 중심으로 하는 하나의 이상촌을 세우려는 것 같았다. 그리하여 오산에 유치원으로부터 농과대학에 이르는 체계적인 교육기관을 둘 계획과, 또 오산을 경제적·문화적·윤리적인 지역으로 건설할 생각을 갖고 있었다. 교육오산의 건설, 새로운 오산촌의 건설은 곧 한국건설의 희망이었다. 요컨대 이승훈의 교육사상은 기독교 신앙·산업진흥·민족정신 앙양을 주축으로 하여 교육구국(敎育救國)의 인재를 양성하려는 것이었다.

### 남궁억
한서(翰西) 남궁억은 구한국 당시에 신진개혁파였으며, 애국애족으로 민족적 독립의 길을 찾는 것으로 생애를 바쳤다.그의 교육사상을 보면 사상의 회의와 정신적 위축을 절대로 반대하였고, 한국민족 갱생의 길은 한국인 스스로의 긍지와 개인의 실력유지에 있다고 주장했다. 또 건설적 정신과 사업적 봉사심을 가르치는 데서 참 교육을 찾으려고 했고, 모든 생활·감정·사상·경제 각 부분을 자신의 힘으로 해결하고, 여기에서 얻은 구심력(求心力)을 민족의 자주독립노선으로 집결시키는 데 일관했다. 한서 남궁억은 또 주지주의적인 이론적 학문의 배격과 실천교육을 인격완성의 최고목표로 삼았고, 근로를 통해 실행의 교육을 높이고 인격을 양성하되 정적 실행의 정신에서 동적 실행의 방향으로 유도·창달하는 것으로 인격완성의 방법을 삼았으며, 인간에게 순미(醇美)한 정서를 함양케 함으로써 불멸의 조국에 젊은 순정을 바치도록 육성하였다.

### 안창호
도산(島山) 안창호(安昌浩)는 우리 민족이 거짓과 공론(空論)이란 두 가지 결점을 지니고 있다고 지적하고, 자아혁신·민족혁신을 통해 이 결점을 고쳐야 된다고 주장했다. 그리고 이러한 결점을 제거하기 위해 '무실역행(務實力行)'을 중시하였다.

#### 무실역행
무실역행(務實力行)이란 '참'을 힘쓰고 '행(行)'을 힘쓰자는 것이다. 도산은 스스로 이것을 실천하였다. 그는 도덕적 검속(檢束)에 있어서도 독창적이었고, 의복·식사·거처에 자율적인 기준을 가지고 있었다. 도산의 일거일동은 모두 이러한 기준 및 철학에 근거한 고행수련의 결과였다. 이러한 수련과 동기와 목적은 오직 '우리 민족을 위해서'였다. 도산은 민족의 운동은 힘으로 결정되는 것이라 하였고, 힘이라는 것은 민족 각 개인의 덕력(德力)과 지력(知力)과 체력(體力)의 종합이라고 했다.

#### 점진공부
도산의 수학태도는 '점진공부(漸進工夫)'로 표현되고 있다. 그는 60평생 나날이 새로운 점진공부를 계속했다. 그가 고향인 강서군에 세운 학교는 한국 민간 사립학교의 처음으로 보이거니와 이 학교의 이름도 점진학교였다.

#### 흥사단
흥사단(興士團)은 도산의 필생의 사업이요 그의 민족운동의 근본이념이며 실천운동이었다. 도산은 진리와 실행과 충의와 용감의 4대정신을 통해 우리 민족을 부흥시키는 것을 그의 일생의 사명으로 생각하였다. 대성학교(大成學校)를 창립하는 데 있어서도 항상 일관된 신념이었다.

#### 세계주의
도산은 우리 민족을 서로 사랑하는 민족, 거짓이 없는 민족, 화평한 민족으로 만드는 것이 곧 세계인류를 잘살게 만드는 길이라고 했다. 이러한 이상은 공론(空論)이 아니라 실현될 수 있는 것이며, 그것은 흥사단 운동을 통해서 가능한 것이라고 믿었다. 비록 시기에 차이가 있을지언정 우리 민족이 이런 사명을 자각하여 노력만 계속하면 반드시 이상국은 이루어질 것이라고 도산은 믿었다.

## 같이 보기
- 한국 근대의 교육